# Steatomys bocagei
Steatomys bocagei är en gnagare i släktet fettmöss som förekommer i Afrika. Artepitet i det vetenskapliga namnet hedrar den portugisiska zoologen José Vicente Barbosa du Bocage som studerade små däggdjur.

## Utseende
Arten är med en kroppslängd (huvud och bål) av 10,9 till 12,4 cm en av de större medlemmar i släktet fettmöss. Det finns en tydlig gräns mellan den rödbruna ovansidan och den vita undersidan. Håren på ovansidan är mörkgråa nära roten och sedan rödbruna. I ansiktet mellan ögonen är pälsen mer kanelbrun. Steatomys bocagei har vita läppar och en vit strupe. Vid framtassen saknas tummen och lillfingret är tydlig kortare än de andra fingrarna. Vid bakfoten finns stortån men den är liksom lilltån kortare än de andra tårna. Framtassens fingrar har låga klor. Svansen är täckt med hår och brun på ovansidan samt vit på undersidan. I artens vita övre framtänder förekommer en fåra. Antalet spenar hos honor är fyra par. Ett exemplar hade en 6,7 cm lång svans, 1,8 cm långa bakfötter och 1,7 cm långa öron.

## Utbredning och ekologi
Utbredningsområdet sträcker sig från sydvästra Kongo-Kinshasa till centrala Angola. Arten lever främst i fuktiga savanner med några öppna trädgrupper. Levnadssättet antas vara lika som hos andra fettmöss.

## Bevarandestatus
För beståndet är inga hot kända och Steatomys bocagei är vanligt förekommande. IUCN listar arten som livskraftig (LC).